# Muscinae
Sous-famille
Les Muscinae sont une sous-famille d'insectes diptères du sous-ordre des Brachycera (les Brachycera sont des mouches muscoïdes aux antennes courtes), de la famille des Muscidae.

## Liste des genres et tribus
Selon BioLib (25 mai 2019) :
- tribu Muscini
  - genre Archaeopolietes Pont & Carvalho, 1997
  - genre Biopyrellia Townsend, 1932
  - genre Dasyphora Robineau-Desvoidy, 1830
  - genre Eudasyphora Townsend, 1911
  - genre Mesembrina Meigen, 1826
  - genre Mitroplatia Enderlein, 1935
  - genre Morellia Robineau-Desvoidy, 1830
  - genre Musca Linnaeus, 1758
  - genre Myiophaea Enderlein, 1935
  - genre Neomyia Walker, 1859
  - genre Neorypellia Pont, 1972
  - genre Parapyrellia Townsend, 1915
  - genre Polietes Rondani, 1866
  - genre Polietina Schnabl & Dziedzicki, 1911
  - genre Pyrellia Robineau-Desvoidy, 1830
  - genre Sarcopromusca Townsend, 1927
  - genre Trichomorellia Stein, 1918
  - genre Xenomorellia Malloch, 1923
- tribu Stomoxyini
  - genre Haematobia Le Peletier & Serville in Latreille, 1828
  - genre Haematobosca Bezzi, 1907
  - genre Stomoxys Geoffroy, 1762
- genre Acanthomyites Cockerell, 1921 †
- genre Australophyra Malloch, 1923
- genre Ziminellia Nihei & Carvalho, 2007